# 香港浸信會醫院
香港浸信會醫院（英語：Hong Kong Baptist Hospital，簡稱浸會醫院）是香港一間全科基督教私立醫院，位於九龍塘窩打老道222號，約在窩打老道及歌和老街交界，成立於1963年，為香港浸信會聯會社會服務機構之一。浸會醫院至2011年累積27億元財政儲備。

## 簡介
香港浸信會醫院成立於1963年。承邵逸夫爵士捐款興建「邵黃美珍樓」，於1987年開幕啟用，在內包括放射治療部，於2000年易名為「癌症治療中心」，2004年再易名為「腫瘤中心」。
1968年浸會醫院成功為三名香港人士進行角膜移植手術。2004年1月成立全新眼科中心及激光矯視中心，加強眼科服務。浸會醫院設有心臟專科服務，1998年心臟中心成立，添置新型儀器，包括先進的心血管造影系統，為市民提供心臟專科檢查、診斷及治療。1993年新設皮膚激光服務，更於2004年成立皮膚激光中心。2005年開設的皮膚中心將設有更全面的皮膚科服務。放射診斷部於1977年首次購入電腦X光掃描機，其後再增設電腦掃描，及成立新診斷中心，1990年設立磁力共振掃描中心，1993年成立結石治療中心，及2002年引入專為診斷癌症病人而設的正電子及電腦雙融掃描。
區樹洪健康中心大樓承區樹洪先生捐款興建，於1983年開幕啟用，內設長者服務、復康服務、幼兒服務、醫療服務、輔助醫療服務及膳食服務。區樹洪健康中心新大樓於2007年初落成啟用。
而位於聯合道的新D座大樓，則於2008年4月17日開幕。新D座大樓共12層高，提供超過10萬平方呎空間及109張的病床。大樓增設全新的泌尿及腔內微創泌尿外科中心和上消化道外科中心，並將現有的微創外科及大腸外科中心、腸胃及肝臟內科中心及心臟中心搬遷到此。
新D座大樓啟用後，浸會醫院將新大樓旁的華都大廈重建為10層高、另加兩層地庫的新E座大樓，已於2015年竣工。

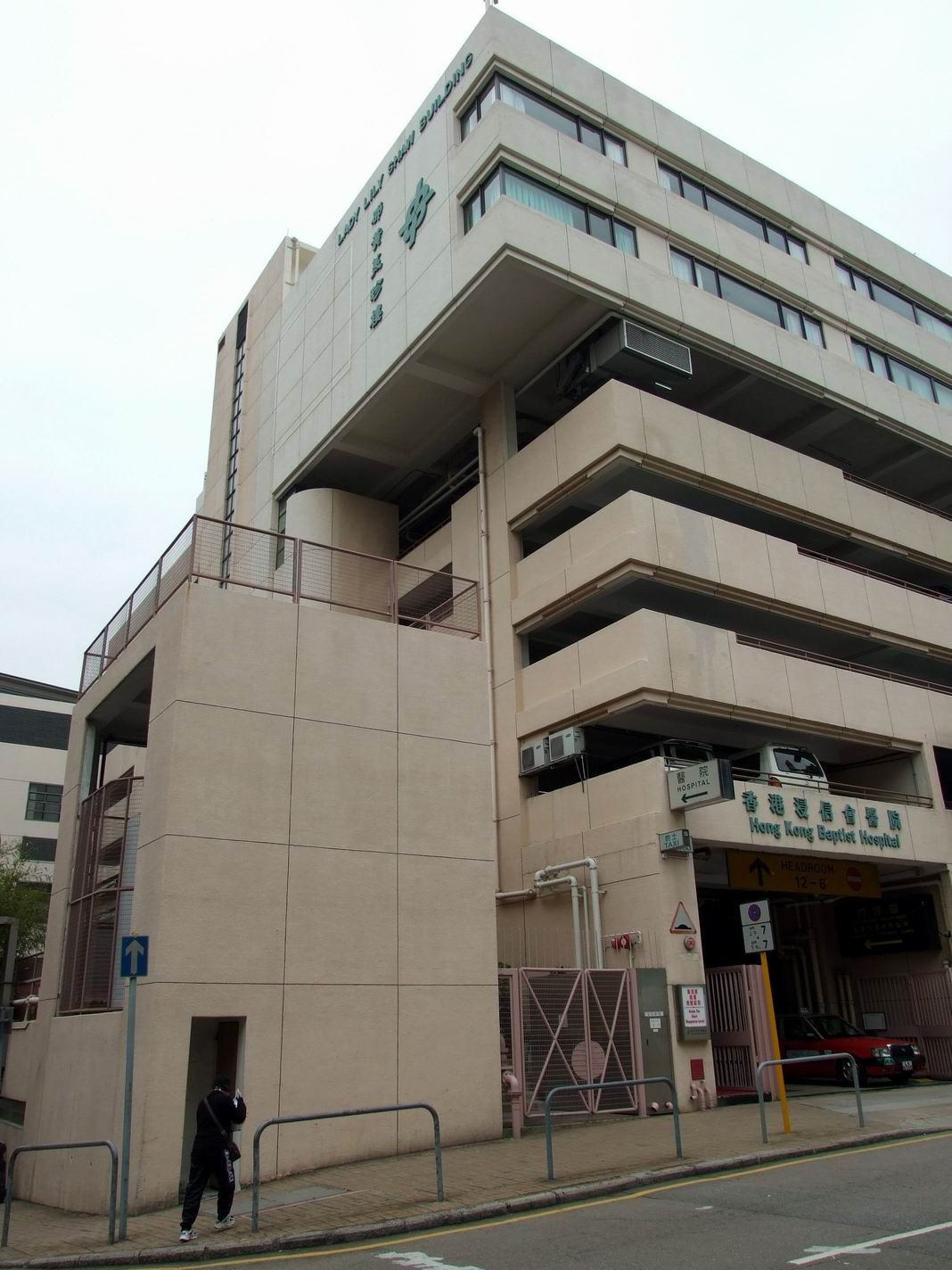
邵黃美珍樓（C座）
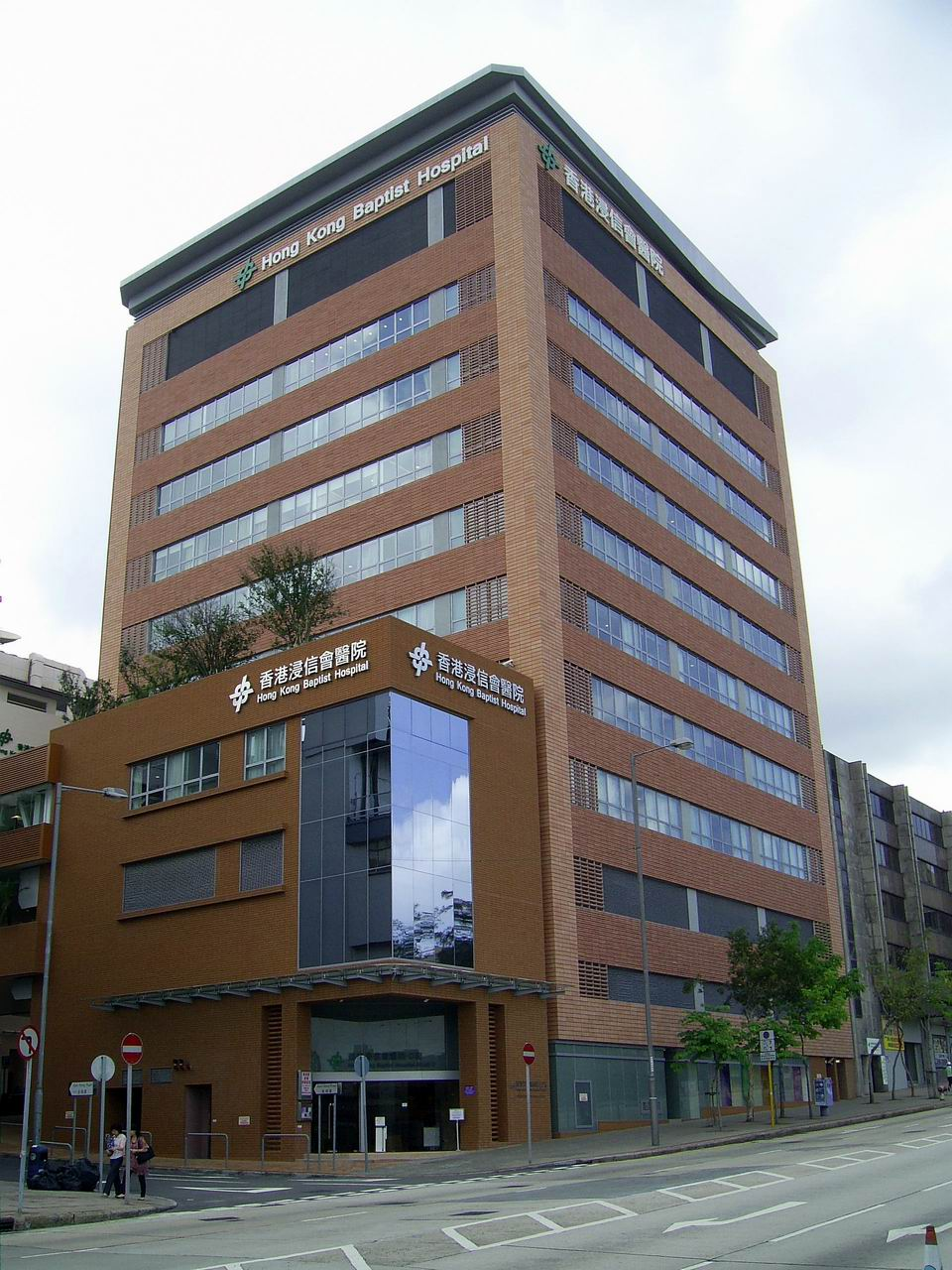
聯合道新D座大樓（右旁的棕色建築物為華都大廈，為新E座大樓選址）

2011年4月14日香港浸信會醫院以2.06億元購入粉嶺工業區安樂村樂業路九號全幢工廈中匯貿易中心，總樓面約90,061方呎，呎價2287元。
2012年8月24日浸會醫院計劃削減約一半產科病床，現有153張產科病床，將病床調往其他專科；並研開拓人工受孕治療中的「夫精人工授精治療」。
2012年8月中浸信會醫院以1.36億元向中原地產創辦人施永青購入九龍灣企業廣場1期2及3座7樓全層，呎價5216元，面積26078方呎。
2012年9月浸信會醫院以8106.35萬元，呎價5753元，購入企業廣場1期3座18樓全層，面積14091方呎。
2012年8月24日浸會醫院以9,595萬元，呎價約6,800元，購入九龍灣企業廣場1期2座18樓全層，3次合共涉資約3.1195億元。
2024年3月20日浸信會醫院向城規會計劃重建A至C座為一座綜合大樓及由原本計劃樓高10層提高至14層，三座大樓病床數目增約18.8%至700張，手術室由13間增至16間，預計於2034年完成。

## 服務
| 門診服務 - 普通科門診 - 24小時門診 - 專科門診 - 過敏測試門診 - 專科護士診所（造口及傷口護理） - 睡眠診斷中心 - 泌尿專科服務 | 專科醫療中心 - 乳房健康中心 - 化療中心 - 招顯洸心臟中心 - 內視鏡及超聲波內視鏡中心 - 耳鼻喉科中心 - 眼科中心 - 腸胃及肝臟內科中心 - 激光矯視及白內障中心 - 微創外科及大腸外科中心 - 育嬰室 - 婦產科部 - 婦產科中心 - 兒童及青少年科中心 - 腫瘤中心 - 腎科中心 - 皮膚及激光中心 - 上消化道外科中心 - 泌尿及腔內微創泌尿外科中心 | 診斷服務 - 內視鏡中心 - 病理化驗 - 正電子及電腦雙融掃描 - 放射診斷部 - 結石治療中心 - 磁力共振掃描中心 輔助醫療服務 - 營養部 - 藥房 - 物理治療部 中醫藥診所 社會服務 - 區樹洪健康中心 - 義工服務 院牧部 - 病人互助小組 - 臨床牧關教育（CPE） |

## 董事會主席
- 何鏡煒博士：2019年至今

2020年6月29日香港浸信會聯會召開特別理事會，議程為「有關『國安法』之立法，香港浸信會聯會應如何表達關注，請予討論案。」會議結束時有與會者向主席舉報發現開會時有人違反會議規則並進行偷拍，要求處理。經證實偷拍者為何鏡煒博士，但他並無表示道歉或解釋。會後有其他與會者表示何博士私下偷拍，誠信已有問題。
2020年7月1日大公報報導「亂港派滲透教會 謀搞地下顛覆」，其中所引用浸聯會召開特別理事會之照片。

## 護士學校
香港浸信會醫院護士學校於1983年成立，在2003年暫停招收和培訓登記護士學生，但仍繼續為香港的大學護士培訓課程提供臨床實習場地。直到2007年3月才與香港大學專業進修學院合作重新招收登記護士學生。自2009年起，浸會護士學校決定自行開辦登記護士學生，並加強全人學習經驗。自2006年起參與香港都會大學護理榮譽學士學位課程，提供臨床指導、評估以及部份課堂教授。而浸會護士學校亦有參與以上兩間專上學院供登記護士轉為註冊護士的護理高級文憑課程，並自2009年開始贊助登記護士修讀為期四年的兼讀制港大護理學士學位課程。

## 外部連結
- 官方网站